# Albert Bovenschen
Rudolf Wilhelm Albert Bovenschen (* 27. Dezember 1864 in Ostrowo, Provinz Posen; † 9. Februar 1939 in Berlin) war ein deutscher Journalist.

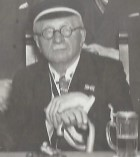

## Leben
Bovenschen wuchs in seiner Geburtsstadt auf und studierte nach dem Abitur ab 1882 an der Universität Breslau. In der Studentenzeit wurde er Mitglied des Corps Silesia Breslau. 1883 wechselte er an die Universität Leipzig, wo er u. a. Vorlesungen bei Friedrich August Eckstein, Rudolf Hildebrand, Georg Voigt und Hermann Masius hörte. Mit einer Doktorarbeit über Jehan de Mandeville wurde Bovenschen zum Dr. phil. promoviert. In den Folgejahren betätigte er sich als freier Schriftsteller und als Journalist für das Berliner Tageblatt. Später wurde er Geschäftsführer des Deutschen Ostmarkenvereins in Posen und nach Rückkehr nach Berlin Hauptgeschäftsführer des Zentralvereins zur Bekämpfung der Sozialdemokratie. Bovenschen gehörte zwischen 1883 und 1926 dem Corps Silesia nicht an und wurde Mitglied des Corps Frankonia Prag.

## Schriften
- Liederbuch des Deutschen Ostmarken-Vereins. 1902.
- Deutschland an der Zeitenwende. Ein Wegweiser in die deutsche Zukunft. Leipzig 1916.
- Gemüse und Obst. Die Geschichte der Reichsstelle für Gemüse und Obst und ihrer Arbeit im Rahmen der allgemeinen Kriegswirtschaft. Berlin 1919.
- Die Grundsätze und Forderungen der Sozialdemokratie in ihrer geschichtlichen Entwicklung. Berlin 1920.
- Das Kieler Agrarprogramm der Sozialdemokratischen Partei Deutschlands. Berlin 1928.
- Die Kleingartenbewegung im Deutschen Reiche. 1933.